# کیسه آوایی

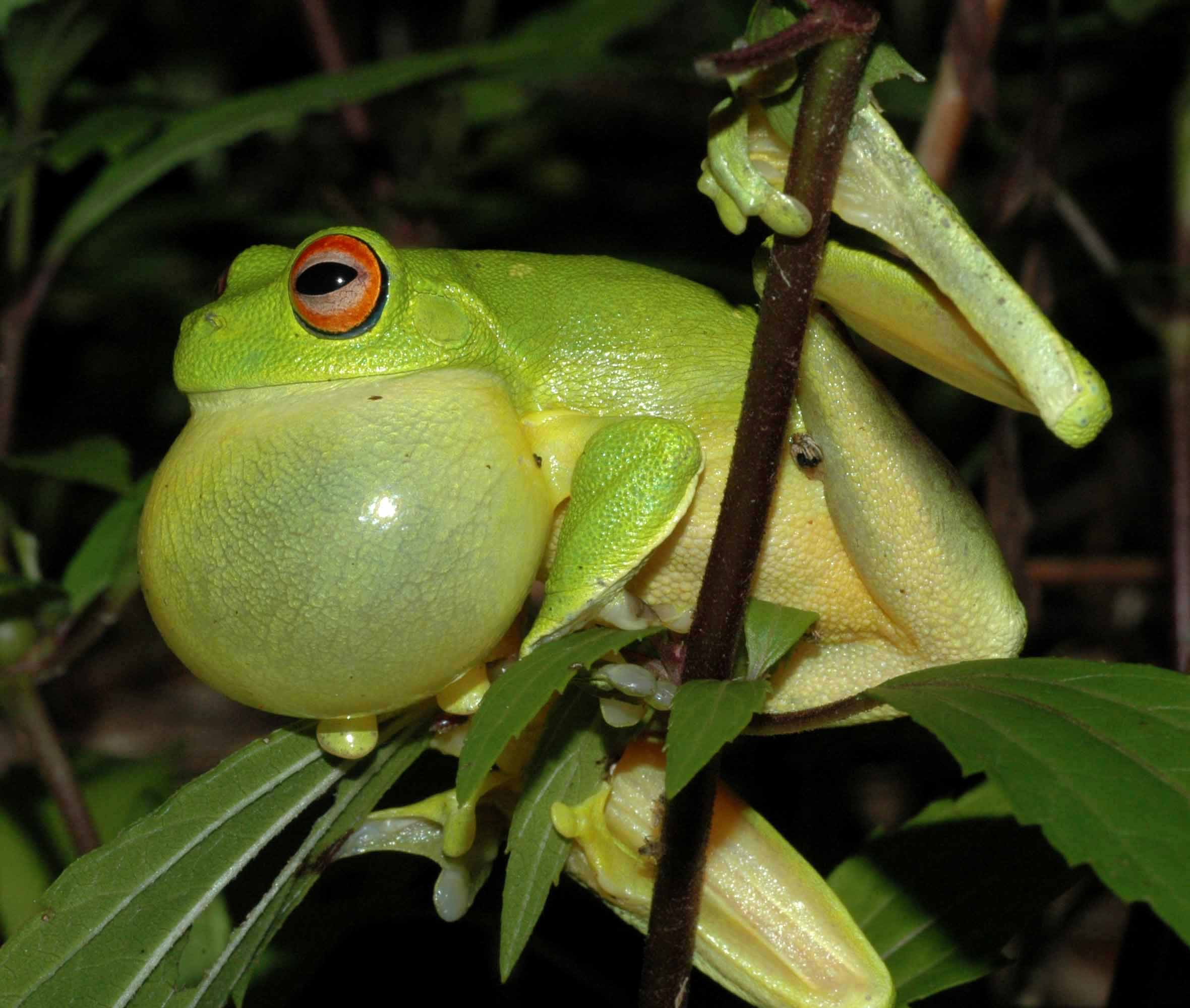
یک کیسه آوایی کاملاً متورم در یک قورباغه درختی چشم‌سرخ استرالیایی (Litoria chloris)

کیسه آوایی (به انگلیسی: Vocal sac)، غشای انعطاف‌پذیر پوست است که بیشتر قورباغه‌ها و وزغ‌های نر آن را دارند. هدف کیسه آوایی معمولاً تقویت جفت‌گیری یا صدای تبلیغاتی آنهاست. وجود یا رشد کیسه آوای یکی از راه‌های تعیین جنسیت قورباغه یا وزغ در بسیاری از گونه‌ها است. قورباغه‌ها را به عنوان مثال در نظر بگیرید.
== منابع ==* مشارکت‌کنندگان ویکی‌پدیا. «Vocal sac». در دانشنامهٔ ویکی‌پدیای انگلیسی، بازبینی‌شده در ۶ اردیبهشت ۱۴۰۲.